# Cetinje

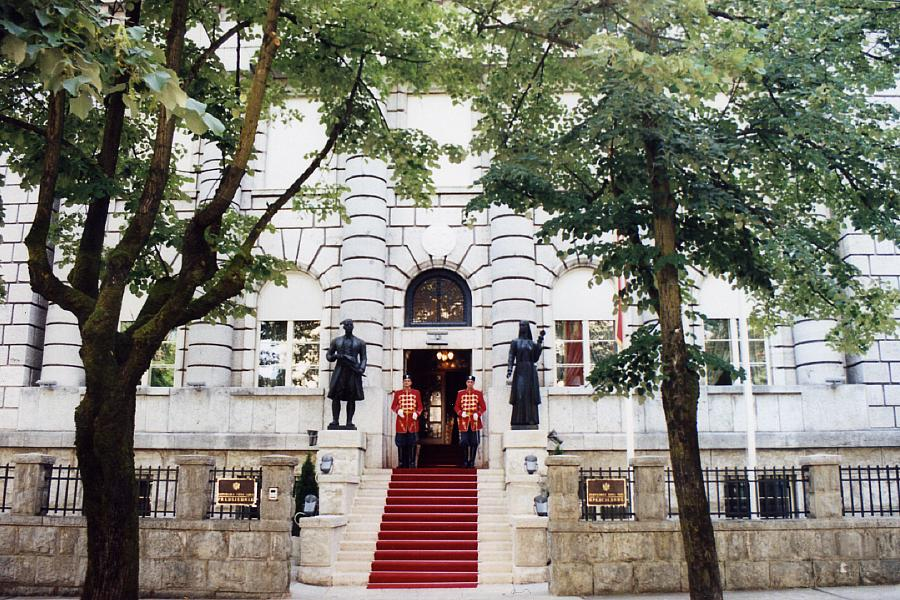
Palatul Prezidențial din Cetinje

Cetinje (chirilic: Цетиње; pronunțat: [tsětiɲe], Tsă-tin-ie) este un oraș din Muntenegru. Este considerat capitală istorică a Muntenegrului (Приjестоница / Priestonița), în care se află și reședința oficială a președintelui muntenegrean. Conform rencesământului din 2011, orașul are o populație de 18.482 de locuitori (inclusiv suburbiile).
Cetinje a fost fondat în secolul al XV-lea. În prezent este un centru cultural și religios a Bisericii Ortodoxe Sârbești, în primul rând datorită faptului că orașul adăpostește un mare număr de monumente istorice, biserici, piețe etc.

## Nume
În muntenegreană și sârbă orașul este cunoscut ca Цетинѣ / Cetině (alfabetul vechi) sau Цетиње / Cetinje (varianta actuală); în italiană ca Cettigne; în greacă ca Κετίγνη (Ketígni); și în turcă ca Çetince (Centinge).
În limba română nu există o variantă proprie a numelui, în consecință se folosește varianta sârbească/muntenegreană latină: Cetinje (se aude și se citește: Ță-tin-ie). În texte apare, la fel, în variantă sârbească/muntenegreană.

## Istoria orașului
Fondarea orașului a fost favorizată de evenimentele politice, economice și culturale a secolului al XV-lea. Războaiele de cucerire ale Imperiului otoman l-au forțat pe Ivan I Crnojević, conducătorul Principatului Zeta la acel timp, să mute capitala de la orașul-cetate Žabljak într-un loc inaccesibil pentru cuceritori, la Obod în 1475, și curând la poalele Muntelui Lovćen. Pe câmpia Cetinje, în 1482 i-a fost construită curtea regală și 2 ani mai târziu a fost construită și o mănăstire. Construind curtea regală și mănăstirea, o nouă capitală a fost fondată. Numele ei a rămas Cetinje, fiind numită astfel după numele râului Cetina, care curge și astăzi prin oraș. Noua mănăstire a fost numită ca centru religios a Bisericii Ortodoxe, astfel Cetinje a devenit, pe lângă titlul său de capitală, un centru religios desărvârșit unde Đurađ Crnojević (Djurad Țârnoevici) fiul lui Ivan Crnojević, a fondat prima tipografie a Slavilor de Sud.
Progresul rapid a dezvoltării capitalei în timpul dinastiei Crnojević a fost întrerupt spre sfârșitul secolului al XV-lea. Principatul Zeta, regiune care a început să fie numită Muntenegru de atunci, a fost redusă la un teritoriu muntos dintre râul Crnojević și Golful Kotor. 
În următoarele 2 secole, Cetinje și-a încetinit dramatic dezvoltarea sa. Nimerind adesea în focurile de armă a Veneției și a turcilor, Cetinje a fost expus unor momente de cumpănă în perioada secolelor XVI-XVII. În această perioadă, curtea și mănăstirea dinastiei Crnojević au fost distruse. Numai spre sfârșitul secolului al XVII-lea, în 1697, Cetinje a început să prospere din nou, sub dinastia Petrović, având-o ca fondator pe Danilo Petrović.
Cea mai importantă preocupare a lui Danilo, și a echipei sale de conducere a fost intensificarea relațiilor de unire în interiorul țării lor. Ei însă, nu au avut timp pentru a-l dedica aspectului și structurii orașului. Numai în timpul conducerii lui Petru II Petrovici Neagoș a fost atins un progres major și în acest domeniu. În 1838 noua sa rezidență, numită Biljarda (Biliarda, Casa Biliardului) a fost construită. Cetinje a fost mărit, construindu-se multiple edificii de mari dimensiuni, care au dat și o nouă față orașului.
Independența statului muntenegrean a fost recunoscută de către Congresul de la Berlin (1878), devinând astfel o capitală europeană.
Noile clădiri moderne au fost construite pentru relațiile proaspăt-stabilite cu țările europene. Clădirile consulatelor Franceze, Rusești, Britanice, Italiene and Austro-Ungare sunt cunoscute ca fiind unele din cele mai frumoase.
Cetinje a făcut un progres major în dezvoltarea sa, pe timpul lui Nicolae I al Muntenegrului, când multiple edificii publice au fost construite. Acestea includ primul hotel, numit ‘Lokanda’, noul palat al prințului, Academia pentru fete și spitalul. În această perioadă au fost construite de asemenea, primele edificii destinate închirierii. Într-un document ce datează din 1860, se spune că Cetinje a avut 34 de gospodării.
Muntenegru a fost proclamat regat în 1910. Acest lucru a avut un impact major asupra dezvoltării de mai apoi a țării. În acele vremuri a fost construită „Casa Guvernului”, edificiul destinat echipei de conducere a regatului. În recensământul din același an, s-a înregistrat o creștere de populație în cea mai mică capitală din lume, înregistrându-se 5.895 de locuitori.
Între 1878 și 1914, Cetinje a prosperat în cele mai diverse domenii. Mulți intelectuali s-au mutat aici, în această perioadă, din celelalte țări slave din Balcani, care la rândul lor au avut o contribuție semnificativă în domenii ca cultura, știința, literatura, comerțul și politica.
În perioada interbelică (anii dintre cele 2 războaie mondiale), Cetinje și-a extins considerabil teritoriul, și a devenit astfel, centrul regiunii Zeta. Când Parlamentul Muntenegrean a decis mutarea organelor administrative la Titograd (nume dat orașului Podgorița pe timpurile existenței Iugoslaviei, de pe 13 iulie 1946 - 2 aprilie 1992),  Cetinje a parcurs o perioadă de criză majoră. Astfel, în ciuda construirii numeroaselor fabrici și uzine, potențialul turistic și șansele de prosperare a orașului pe viitor au fost pierdute.

## Populație
Cetinje este centrul administrativ al municipiului cu același nume, care are o populație de 18.482. Orașul propriu-zis are 15.137 de locuitori, și este unicul oraș din municipiu cu o populație peste 1000 de locuitori.
Populația orașului Cetinje (numai în oraș):
- 1948 - 9.038
- 1953 - 9.102
- 1961 - 9.359
- 1971 - 11.876
- 1981 - 14.088
- 1991 - 15.946
- 2003 - 15.137
- 2011 - 13.991

Populația municipiului Cetinje (tot municipiul, inclusiv orașul):
- 1948 - 25.114
- 1953 - 25.549
- 1961 - 23.503
- 1971 - 22.024
- 1981 - 20.213
- 1991 - 20.307
- 2003 - 18.482
- 2011 - 16.757

### Minoritățile etnice în municipiul Cetinje
Minorități etnice (Ultimul recensământ: 2011):
- Muntenegreni - 15.082 (90,54%)
- Sârbi - 727 (4,30%)
- Țigani - 92 (0,58%)
- Croați - 42 (0,25%)
- Alții - (4,71%)
- În total: - 18.482

### Cele mai populate localități
Localitățile cu cea mai numeroasă populație (din recensământul din 2003):
- Cetinje - 15.137
- Bajice (Baițe) - 857
- Rijeka Crnojevića (Rieka Țârnoievița) - 216
- Zabrđe (Zabârdje) - 148

## Turism

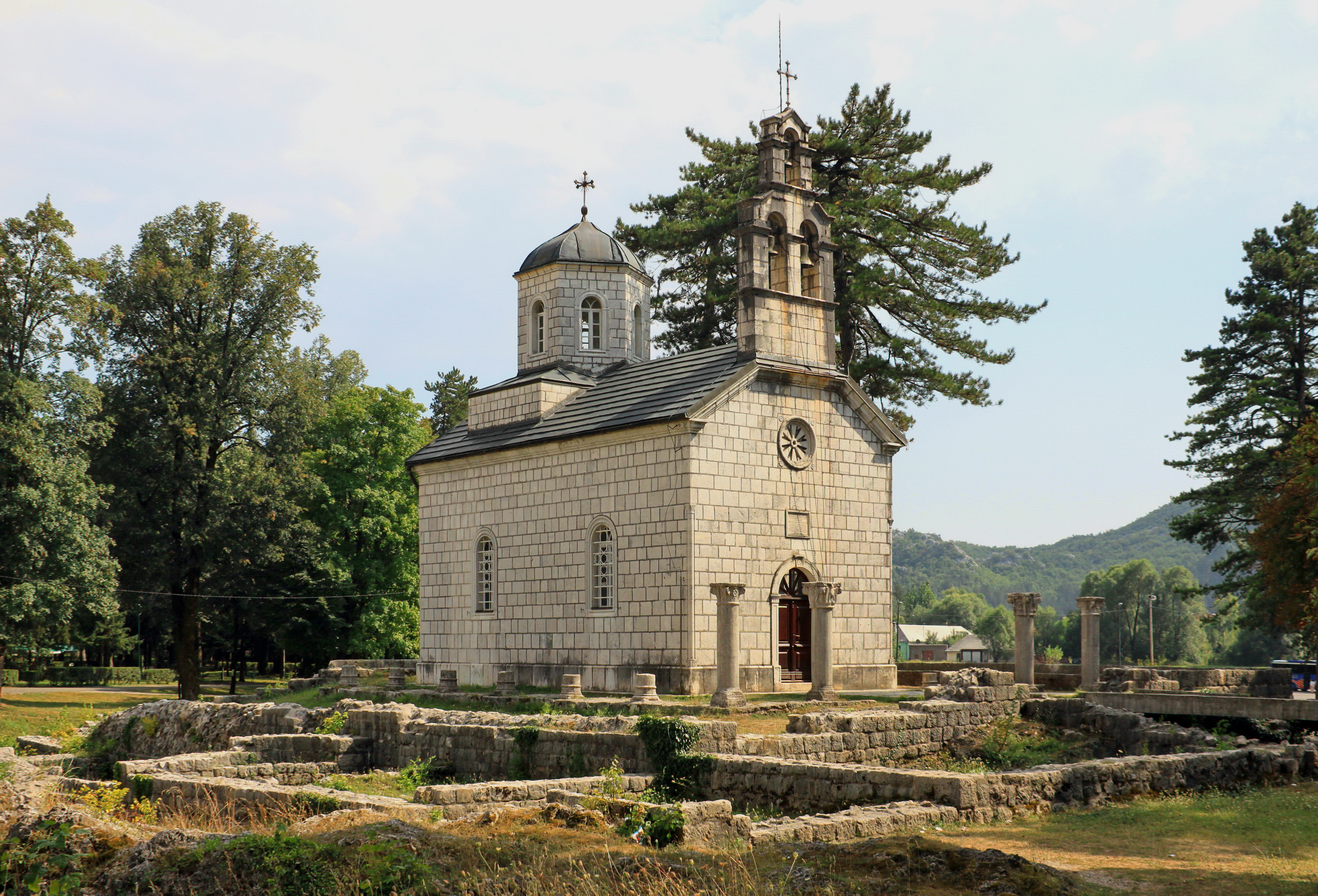
Biserica curții în Cetinje (Biserica vlahă)

Potențialul turistic al orașului a fost neglijat numeroși ani după terminarea celui de al doilea război mondial. În schimb, s-a dezvoltat din punct de vedere industrial, cu o industrie de încălțăminte și fabrici de electrocasnice (care au fost închise după colapsul economiei socialiste).
Cetinje posedă de numeroase puncte de interes turistic, ca Mănăstirea Cetinje, Biserica Vlaška (Vlașka) (construită 1450, cu fațada făcută din butoaie capturate de la inamici), Bilijarda, numeroase muzee, Casa Zetski (un teatru și o clădire ce adăpostea în trecut ambasade străine). Multe ambasade și clădiri administrative au devenit școli de diverse feluri, orașul având o populație cu mulți tineri.

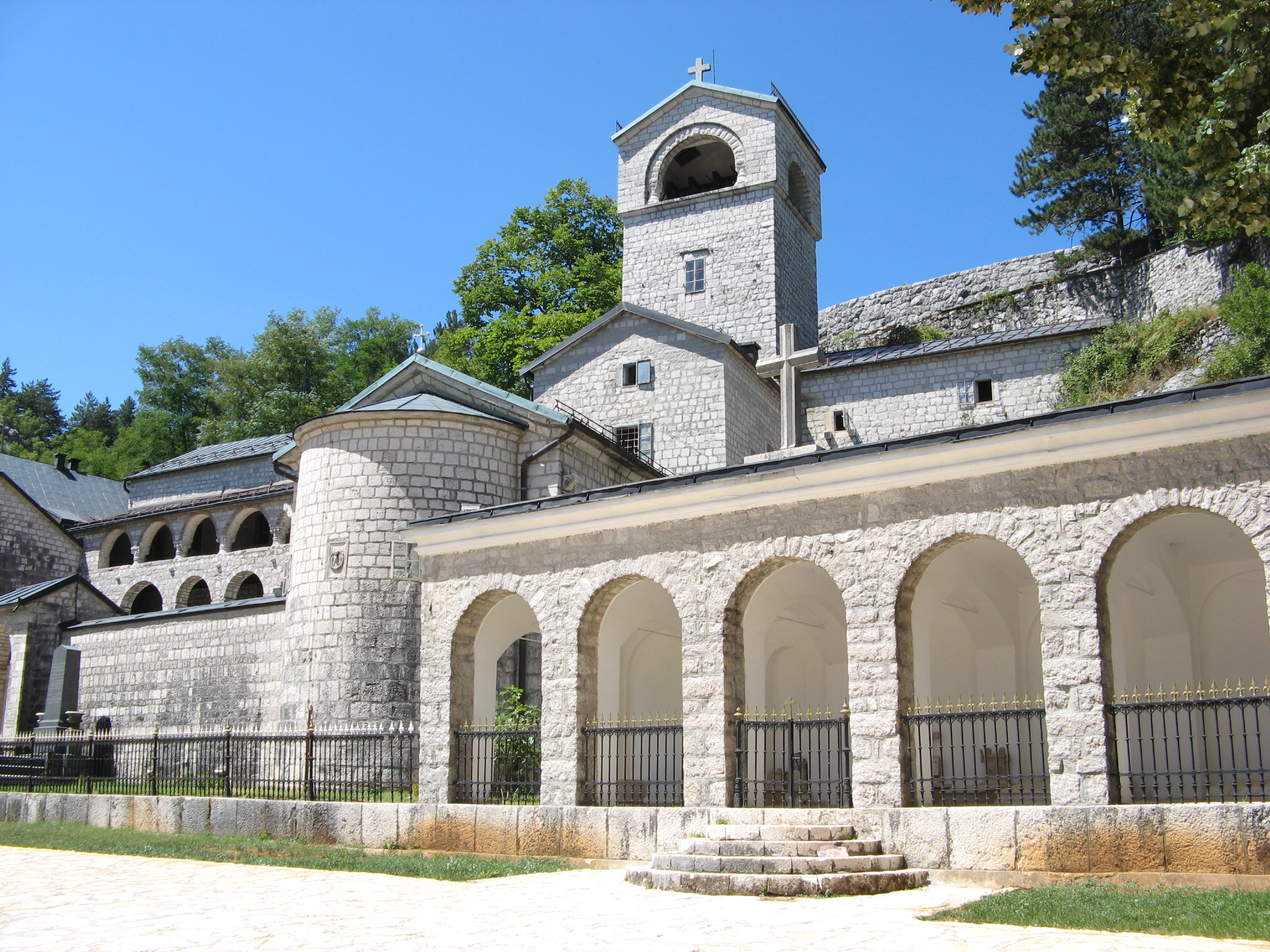
Mănăstirea Cetinje

În apropriere de Cetinje se găsește peștera Lipska, care se crede că ar fi cea mai mare din fosta-Iugoslavie. Își are începuturile în satul Lipa și se sfârșește în munții din aproprierea Mării Adriatice. Peștera a fost deschisă pentru turiști, cu participarea unui ghid până în 1967, de atunci este disponibilă numai pentru vizite private.

## Transport
Cetinje este accesibil din orașul Budva, de pe coastă, sau de pe drumul abrupt dinspre Kotor.

## Cultură

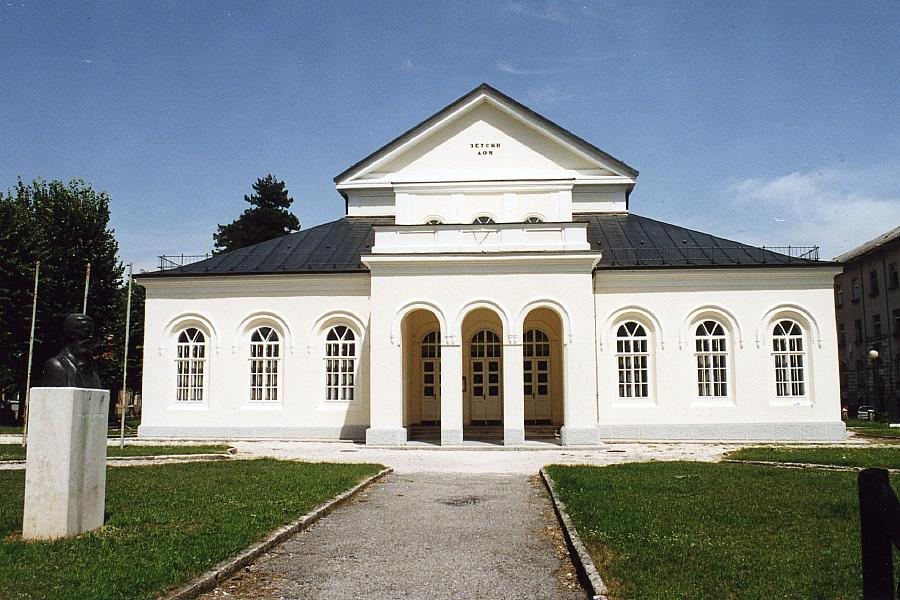
Teatrul “Zetski Dom”

Cetinje a fost un centru cultural și educațional ai Muntengrului timp de 5 secole. Aici se găsesc 5 instituții publice de interes: Biblioteca Națională Centrală „Đurđe Crnojević”, Muzeul Național din Muntenegru, Arhivele Naționale, Instituția publică pentru conservarea tezaurului istoric și cultural și teatrul regal „Zetski Dom”. Toate aceste instituții ajută doritorii să acceseze un numeros număr de lucrări și documente literare, și să protejeze clădirile și monumentele de importanță din oraș și din țară. Cea mai veche, și pentru un o mare perioadă de timp, cea mai importantă instituție culturală în oraș este Mănăstirea Cetinje.

### Tipografiile din Cetinje
Cetinje are o tradiție bogată în domeniul publicării și tipăririi documentelor și a cărților de cele mai multe feluri. Tipografia lui Crnojevići (1492–1496) și cărțile tipărite și publicate de ea, au avut un impact major în viitorul cultural și istoric al Muntenegrului, și de asemenea al altor țări Creștin-Ortodoxe din Balcani. Însă cea mai mare contribuție o are pentru răspândirea Alfabetului Chirilic, fapt ce denotă importanța tipografiei în ansamblul cultural și istoric mondial. Au existat mai multe tipografii, care au continuat această tradiție. Acestea sunt: Tipografia Njegoš, ce a funcționat între anii 1833 și 1839 și Tipografia de Stat fondată în 1858. A fost redenumită în 1952. De atunci a rămas cunoscută ca „Obod”.
Din timpul deschiderii lor, până în zilele noastre, tipografiile din Cetinje au publicat peste 3,000 de cărți, o contribuție puțin-spus, majoră, la moștenirea culturală și istorică a Muntenegrului. Prima publicație anuală științifică muntenegreană, Grlica (Gârlița, Turturea), a fost publicată în 1835, în timp ce primul cotidian muntenegrean, ‘Muntenegreanul’,a fost publicat prima oară în 1871. De atunci, 60 de ziare și 30 de reviste au fost publicate. În 1914, orașul având mai puțin de 6,000 de locuitori, Cetinje publica 6 cotidiene pe zi.

### Biblioteci
Cele mai vechi biblioteci din Muntenegru, cu cele mai vechi documente și cărți păstrate, sunt localizate în Cetinje. Acest fapt îl face pe Cetinje să fie recunoscut la talie internațională. Cea mai veche bibliotecă este cea a Mănăstirii Cetinje, care a fost deschisă la sfârșitul secolului al XV-lea, în același timp când Tipografia Crnojevići și-a început activitatea. Astăzi, șaptezeci și cinci de manuscrise vechi, scrise cu alfabetul chirilic, patru letopisețe, și numeroase cărți religioase sunt păstrate aici.

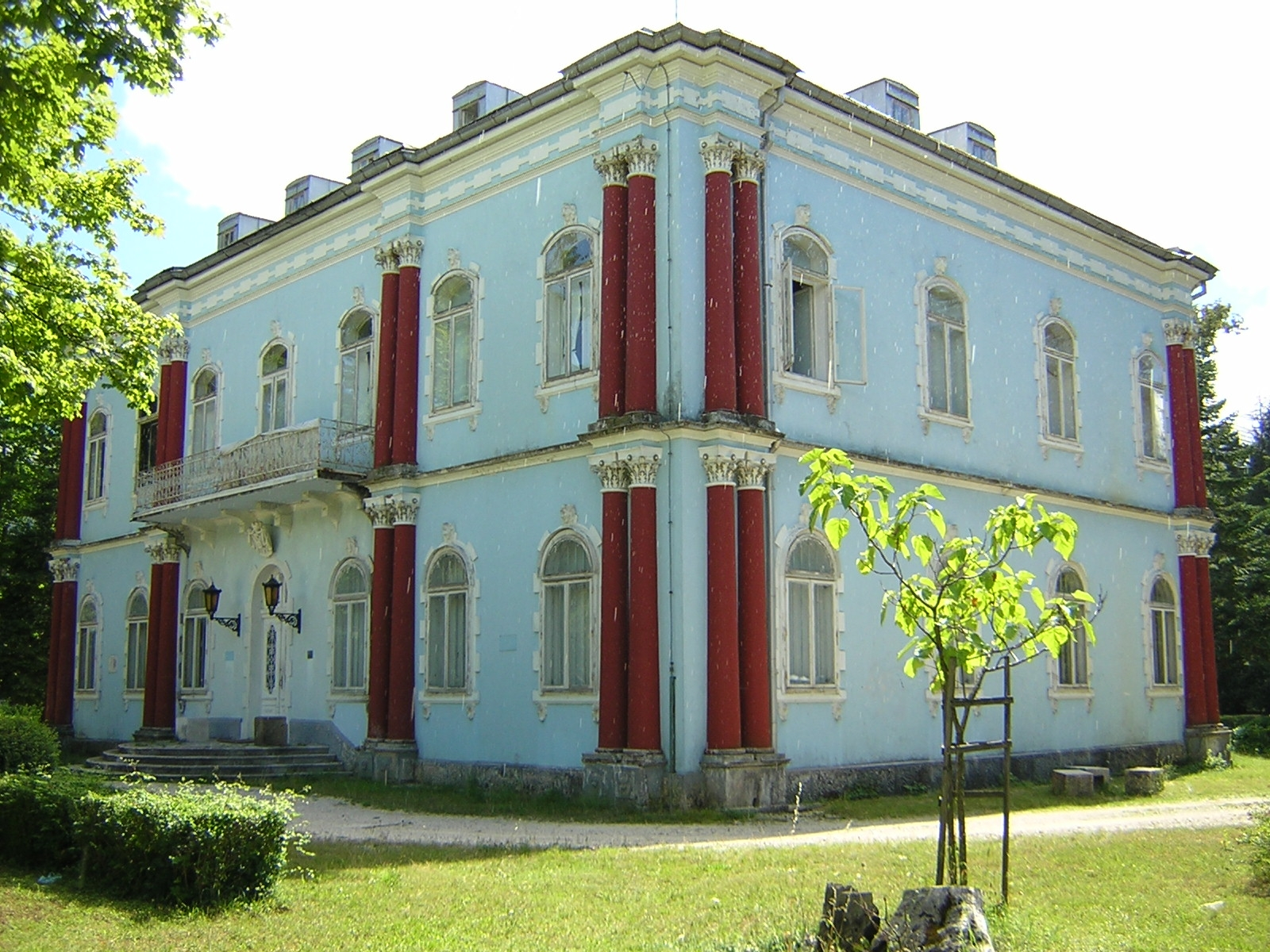
Palatul albastru

Prima cameră de citire din Muntenegru, cunoscută și ca „Camera de citire din Cetinje” a fost deschisă în 1896. De atunci, a devenit centrul cultural al lui Muntenegru. Activitatea acestei instituții a fost continuată mai târziu de către Biblioteca Orașului și de „Camera de Citit Petar Petrovic Njegoš”, care oferea peste 63,000 de cărți și volume ale publicațiilor de atunci.
Bibliotecile școlare din Cetinje au de asemenea o tradiție bogată. Biblioteca școlii elementare Njegoš datează din 1834, bibliotecile colegiului teologic și a Institutul pentru fete Regina Maria (Carica Marija) datează din 1869, și biblioteca gimnaziului din 1880.

### Muzee
Muzeele din Cetinje sunt:
- Muzeul Mănăstirii Cetinje
- Muzeul de Stat
- Muzeul "Petar Petrovic Njegoš"
- Muzeul Etnografic
- Muzeul Industriei Electrice
- Muzeul de Istorie
- Muzeul de Artă

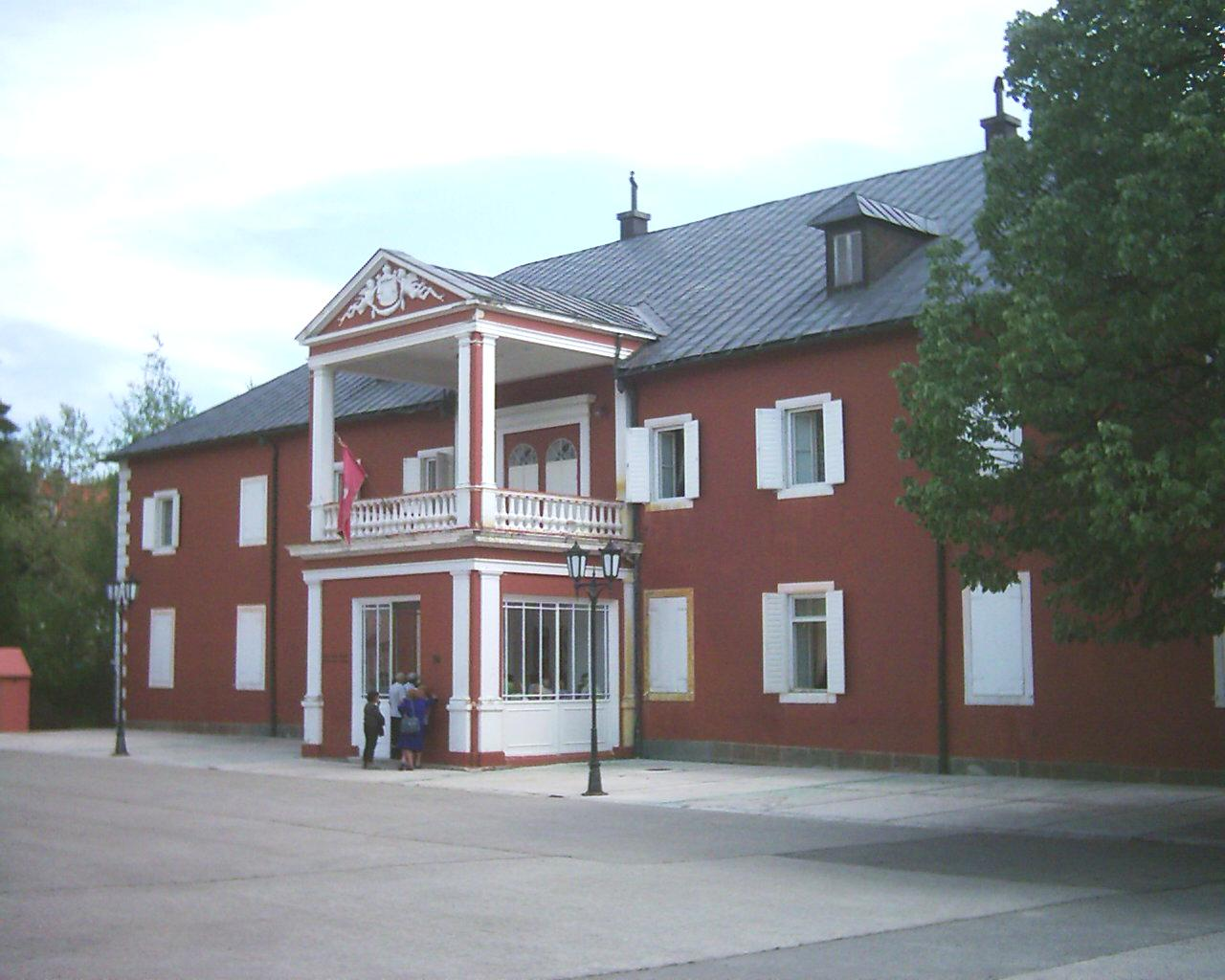
Muzeul Național Din Muntenegru
(Fosta curte regală a Regelui Nikola I)

Toate muzeele de mai sus, cu excepția Muzeului Mănăstirii Cetinje și a Muzeului Industriei Electrice sunt integrate într-o singură structură, numită: Muzeul Național din Muntenegru. Atât numărul muzeelor cât și numărul exponatelor ce se află în ele au adus orașului faimă, fiind uneori numit orașul-muzeu.
Cetinje a fost dintotdeauna un centru cultural. Fiecare al doilea an aici are loc o expoziție de artă numită Bienalul Cetinje. Fondatorul ei este prințul Nikola Petrović, strănepotul Regelui Nikola I.

### Religie
Cetinje este de asemenea centrul religios al Eparhiei Muntenegrului și a Litoralului a Bisericii Ortodoxe Sârbe, și Bisericii Ortodoxe Muntenegrene.
Scaunul Eparhiei Muntenegrului și a Litoralului este situat la Mănăstirea Cetinje. Scaunul Bisericii Ortodoxe Muntenegrene în Capela din cartierul Gruda.

## Oameni
- Macarie, tipograf din sec. XVI
- Dado, pictor, născut în Cetinje (4 octombrie 1933)

## Sporturi
Cele mai populare sporturi în Cetinje sunt: fotbalul, handbalul și baschet.

### Fotbal
Fotbalul în Cetinje are o tradiție veche, care a început odată cu fondarea FC Lovćen Cetinje, cel mai vechi club de fotbal din Muntenegru. FC Lovćen a fost fondată pe 12 iunie 1913. Este unul din cele mai bune echipe de fotbal din Muntenegru.
Cele mai bune rezultate au fost atinse înaintea celui de al doilea război mondial, au câștigat mai multe Campionate Naționale, iar în 1956 au fost calificați în prima ligă națională. În 1947,“Lovćen” a fost un club destinat juniorilor. FC Lovćen se luptă acum cu Prima Ligă Muntenegreană.
Un alt club de fotbal din Cetinje este FC Cetinje, fondat în 1975.

### Handbal
Clubul de handbal “Lovćen” a fost fondat la începuturile anului 1949. Cele mai bune rezultate au fost atinse la finele anilor 90' și la începutul secolului 21, când a câștigat 3 campionate a fostei republici Iugoslave. Pentru 2 sezoane, HC “Lovćen” a fost participant al EHF Champions league și o dată au jucat în semifinale. Astăzi, “Lovćen” joacă în prima ligă, fiind cea mai bună echipă de handbal din Muntenegru de ani întregi.
A doua echipă a HC Lovćen este HC Cepelin-Lovćen, care a jucat în Prima Ligă. Astăzi HC Cepelin-Lovćen joacă într-a doua ligă.

### Locații
Cetinje are un număr mare de locații destinate sportului. Cele mai importante sunt următoarele:
- Stadionul „Obilića poljana”, cu o capacitate de 1.500 de locuri.
- Centrul de sport Cetinje, o structură sportivă de interior multifuncțională. Are o capacitate de 1.700 de locuri.
- Stadionul echipei FC Lovćen, cu o capacitate de 1.000 cu lumini pentru jocurile de noapte.

## Transport
Cetinje se leagă cu Podgorița și cu Budva printr-o autostradă cu 3 benzi. Ambele orașe sunt la o distanță de 30 de kilometri de Cetinje. O altă autostradă spre Podgorița se construiește în vecinătatea lacului Skadar.
Există de asemenea un drum vechi dinspre Kotor, de o calitate joasă, dar care oferă priviri impresionante spre Golful Kotor.
În trecut a existat o cale ferată ce lega orașul Bar de malurile lacului Skadar, pe care se transportau mărfuri și pasageri. În prezent nu s-au mai păstrat urme ale acestei linii.
Aeroportul Tivat este la o distanță de 50 km, și operează zboruri regulate spre Belgrad și Zürich, și multiple avioane charter aterizează aici în timpul verii.
Aeroportul Podgorița este la 55 km distanță, și operează zboruri către majoritatea orașelor europene pe toată perioada anului.

## Administrația locală a Vechii Capitale Regale
Cetinje este condus în mod direct de primar și de organul guvernamental. Din Decembrie 2010, primarul orașului Cetinje este Aleksandar Bogdanović.

### Organele administrative și executive
Corpurile administrative și executive locale sunt secretariatele, administrațiile, direcțiile, serviciile etc.
Corpurile administrative

Sunt 6 secretariate în Vechea Capitală Regală Cetinje:
- Secretariatul Guvernului Local
- Secretariatul Finanțelor și a Dezvoltării
- Secretariatul pentru Urbanism și Protecție a Mediului
- Secretariatul pentru Servicii Publice și Transport
- Secretariatul pentru Cultură și Sport
- Secretariatul pentru Relații Sociale și Tineret.

Alte corpuri administrative sunt cele ale veniturilor publice, direcția proprietăți, direcțiile investițiilor, dezvoltării economice și informaționale.
Organe executive
Organele executive sunt: Serviciile primăriei, serviciile administrației publice, serviciile de conducere a orașului, biroul de relații publice, afaceri comune, serviciile comunitare și de protecție ale poliției.

### Skupština Prijestonice Cetinje
Skupština Prijestonice Cetinje (se pronunță: „Skupștina Priestonițe Țătinie” este parlamentul capitalei regale Cetinje. 
Parlamentul local este format din 33 de deputați, sau odbornici (odborniți, reprezentanți) în Muntenegreană. Sunt aleși în timpul tururilor de scrutine, și îl au ca șef pe Predsjednik Skupštine (Președintele parlamentului).
După ultimele alegeri din Octombrie 2010, majoritatea Skupštinei o formează DPS (Partidul Democrat al Socialiștilor din Muntenegru). Mai sunt deputați de la alte două partide politice și de la o coaliție locală.
Locurile în guvernul local:
- DPS (Partidul Democrat al Socialiștilor din Muntenegru) (21)
- PDS (Partidul Democrat Social) (7)
- PPS (Partidul Popular Socialist) (3)
- PLM (Partidul Liberal din Muntenegru) în coaliție cu Partidul Civic din Muntenegru (2)

### Subdiviziunile Cetinje
Există 2 localități pe teritoriul vechii capitale regale - Cetinje și Rijeka Crnojevića.
Cetinje este divizat în 23 de organe administrative locale (mjesne zajednice) în care cetățenii partipă la ședințele de interes locale.

### Așezări
Territory vechii capitale regale este divizat în 94 de așezări.
Din aceste 94 de așezări:
- 2 sunt orașe (așezări urbane)
- și celelalte 92 sate (așezări rurale)

Așezările urbane sunt Cetinje și Rijeka Crnojevića.
Așezările rurale sunt:

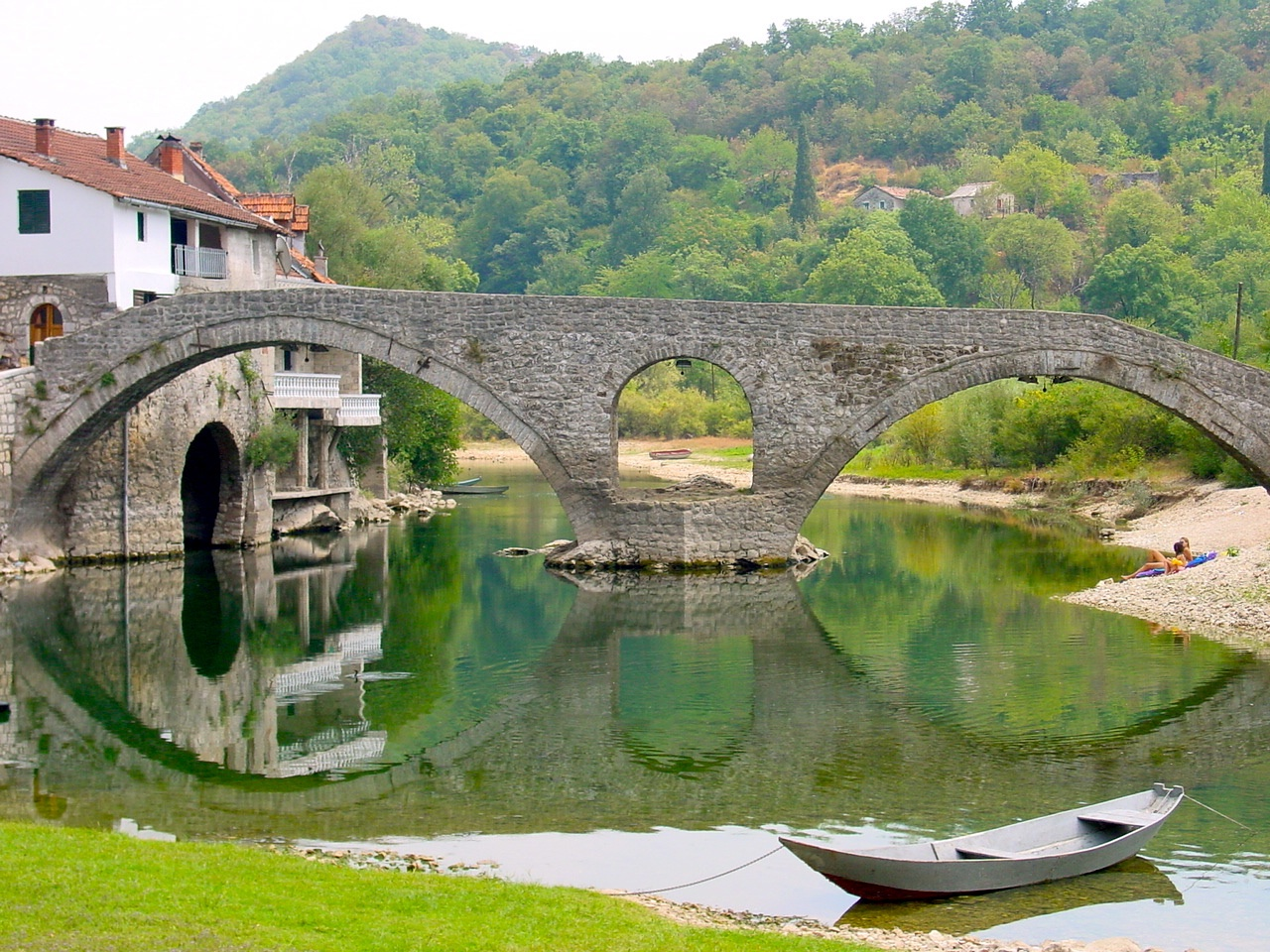
Rijeka Crnojevića

Bajice, Barjamovica, Bijele Poljane, Bjeloši, Bobija, Boguti, Bokovo, Češljari, Čevo, Dide, Dobrska Župa, Dobrsko Selo, Dodoši, Donja Zaljut, Donje Selo, Dragomi Do, Drušići, Dubovik, Dubovo, Dugi Do, Dujeva, Đalci, Đinovići, Erakovići, Gađi, Gornja Zaljut, Gornji Ceklin, Grab, Gradina, Građani, Izvori, Jankovići, Jezer, Kobilji Do, Kopito, Kosijeri, Kranji Do, Kućišta, Lastva, Lipa, Lješev Stub, Majstori, Malošin Do, Markovina, Meterizi, Mikulići, Milijevići, Mužovići, Njeguši, Obzovica, Očinići, Oćevići, Ožegovice, Pačarađe, Pejovići, Petrov Do, Poda, Podbukovica, Prediš, Prekornica, Prentin Do, Prevlaka, Proseni Do, Radomir, Raičevići, Resna, Riječani, Rokoči, Rvaši, Ržani Do, Smokovci, Šinđon, Štitari, Tomići, Trešnjevo, Trnjine, Uba, Ubli, Ublice, Ugnji, Ulići, Velestovo, Vignjevići, Vojkovići, Vrba, Vrela, Vuči Do, Zabrđe, Začir, Zagora, Žabljak Crnojevića și Žanjev Do.

## Personalități născute aici
- Arsenie al III-lea (1633 - 1706), patriarh al Bisericii Ortodoxe Sârbe;
- Vasilije Petrović (1709 - 1766), mitropolit;
- Petar I Petrović-Njegoš (1749 - 1830), mitropolit;
- Petar al II-lea Petrović-Njegoš (1813 - 1851), prinț, poet, filozof;
- Nikola I al Muntenegrului (1841 - 1921), rege al statului Muntenegru;
- Zorka Karađorđević (1864 - 1890), prințesă a Serbiei;
- Milica de Muntenegru (1866 - 1591), fiică a lui Nikola I al Muntenegrului;
- Anastasia de Muntenegru (1868 - 1935), ducesă a Rusiei;
- Danilo, prințul moștenitor al Muntenegrului (1871 - 1939), Prinț moștenitor al Muntenegrului;
- Elena de Muntenegru (1873 - 1952), regină a Italiei;
- Ana de Muntenegru (1874 - 1971), fiică a lui Nikola I al Muntenegrului;
- Xenia de Muntenegru (1881 - 1960), fiică a lui Nikola I al Muntenegrului;
- Prințesa Elena a Serbiei (1884 - 1962), fiică a lui Petru I al Serbiei;
- George Karađorđević (1887 - 1972), prinț al Serbiei;
- Alexandru I al Iugoslaviei (1888 - 1934), rege al Regatului Iugoslaviei;
- Frédéric Rossif (1922 - 1990), regizor francez;
- Dragan Hajduković (n. 1949), fizician;
- Ana Dabović (n. 1989), baschetbalistă;
- Danka Kovinić (n. 1994), tenismenă;
- Andrijana Tatar (n. 1995), handbalistă;
- Bobana Klikovac (n. 1995), handbalistă.

## Orașe înfrățite
Cetinje este înfrățit cu:
- Mali Iđoš, Serbia
- Vranje, Serbia
- Novo Sarajevo, Bosnia și Herțegovina
- Velika Kladuša, Bosnia și Herțegovina
- Rijeka, Croația
- Split, Croația
- Shkoder, Albania
- Veliko Tarnovo, Bulgaria
- Sinaia, România
- Nafplio, Grecia
- Harkov, Ucraina
- Gaziantep, Turcia